# Marcelo Pitaluga
Marcelo de Araújo Pitaluga Filho (sinh ngày 20 tháng 12 năm 2002) là một cầu thủ bóng đá người Brasil hiện đang thi đấu ở vị trí thủ môn cho câu lạc bộ Liverpool tại Giải bóng đá Ngoại hạng Anh.

## Sự nghiệp thi đấu
Pitaluga bắt đầu sự nghiệp tại câu lạc bộ Fluminense. Năm 2020, anh ký hợp đồng với câu lạc bộ Liverpool tại Giải bóng đá Ngoại hạng Anh. Đến năm 2022, Pitaluga chuyển tới câu lạc bộ đang chơi ở giải hạng 8 nước Anh, Macclesfield theo dạng cho mượn. Anh ta ra sân 17 trận tại giải quốc nội trước khi dính chấn thương mắt cá vào tháng 11 và trở lại Liverpool.